# Molto calmo
Molto calmo è il settimo album in studio del cantante italiano Neffa, pubblicato il 18 giugno 2013 dalla Best Sound.
L'album ha ottenuto un buon successo commerciale posizionandosi al secondo posto nella classifica degli album più trasmessi dalle radio italiane nel corso del 2013. Verso la fine dell'album è possibile ascoltare una traccia fantasma della durata di due minuti. Questa canzone, intitolata L'anima, vede Neffa ritornare al rap dopo circa tredici anni.

## Tracce
1. Allaccia la cintura – 1:15
2. Storie che non esistono – 3:03
3. Molto calmo – 3:59
4. Dove sei – 3:59
5. Tempo che se ne va – 3:15
6. Per sognare ancora – 3:14
7. La strada facile – 4:02
8. Quando sorridi – 3:31
9. Mi manchi tu – 4:19
10. Mostro – 3:51
11. Luce oro (feat. Terron Fabio) – 3:51
12. Sopra le nuvole – 3:41

Traccia bonus nell'edizione di iTunes
1. Dove sei (feat. Ghemon) – 3:55

## Formazione
- Neffa – voce

Altri musicisti
- Paolo Emilio Albano – chitarra elettrica
- Massimo Varini, Christian Lavoro – chitarra
- Davide Dave Rossi, Patrick Benifei – tastiera
- Fabio Valdemarin – pianoforte
- Paolo Muscovi – batteria
- Cesare Nolli – batteria, basso, percussioni

## Classifiche
| Classifica (2013) | Posizione massima |
| ----------------- | ----------------- |
| Italia            | 18                |